# Preemptive Strike (album)
A Preemptive Strike DJ Shadow válogatásalbuma a Mo'Wax kiadónál 1991-1998 között megjelent számaiból.

## Előadó
- Josh Davis – production, mixing, engineering

## Számok
1. "Strike 1" – 0:26
2. "In/Flux" – 12:12
3. "Hindsight" – 6:52
4. "Strike 2" – 0:15
5. "What Does Your Soul Look Like (Part 2)" – 13:51
6. "What Does Your Soul Look Like (Part 3)" – 5:12
7. "What Does Your Soul Look Like (Part 4)" – 7:12
8. "What Does Your Soul Look Like (Part 1)" – 6:21
9. "Strike 3 (And I'm Out)" – 0:26
10. "High Noon" – 3:57
11. "Organ Donor (Extended Overhaul)" – 4:26